# Alban Mondschein
Alban Mondschein (* 1995 in Leipzig) ist ein deutscher Schauspieler und Hörspielsprecher.

## Leben
Alban Mondschein stand bereits als Jugendlicher auf der Bühne. Erste schauspielerische Erfahrungen machte er in Produktionen am „Theaterhaus Schille“ in Leipzig und als Mitglied im Theaterjugendclub am Schauspiel Leipzig. Von 2016 bis 2020 studierte er Schauspiel an der Hochschule für Musik und Theater Rostock in Rostock.
Seit der Spielzeit 2019/20 ist er festes Ensemblemitglied am Schauspiel Hannover. In seiner ersten Spielzeit 2019/20 trat er dort in der Kinder- und Jugendtheaterproduktion Ronja Räubertochter auf. Weitere Rollen Mondscheins am Staatstheater Hannover waren der Werther, der Arzt in Woyzeck, jeweils unter der Regie von Lilja Rupprecht, und Adam McDowell in Matthew Lopez’ Theaterstück Das Vermächtnis (Regie: Ronny Jakubaschk). In der Spielzeit 2022/23 spielte er unter der Regie von Stephan Kimmig den Dustin in Thomas Vinterbergs Drama Das Fest und die Trollprinzessin in Lilja Rupprechts Peer Gynt-Inszenierung. In der Spielzeit 2024/25 ist er am Schauspiel Hannover wieder als Werther zu sehen.
Mondschein wirkte seit seiner Jugend in verschiedenen Film- und Fernsehproduktionen mit. Er drehte u. a. unter der Regie von Thomas Freundner, Celino Bleiweiß, Till Franzen und Markus Sehr. In dem Filmdrama Modell Olimpia von Frédéric Hambalek, das im November 2020 beim Tallinn Black Nights Film Festival seine Premiere hatte, verkörperte er in der männlichen Hauptrolle einen namenlosen jungen Mann, dessen Mutter versucht, ihn mithilfe einer selbstentwickelten Therapieform von seinen sexuellen Gewaltphantasien abzubringen. In der 5. Staffel der ARD-Serie Die Kanzlei (2022) übernahm er eine Episodennebenrolle als junger, computer-affiner Mitarbeiter einer Recruitment-Agentur.
Alban Mondschein lebt in Hannover.

## Filmografie (Auswahl)
- 2005: Tatort: Tiefer Fall (Fernsehreihe)
- 2005: Geschichte Mitteldeutschlands: Kunz von Kaufungen - Der Prinzenräuber von Altenburg (Fernsehserie, eine Folge)
- 2006: In aller Freundschaft: Eine Nacht mit Folgen (Fernsehserie, eine Folge)
- 2011: SOKO Leipzig: Abgelenkt (Fernsehserie, eine Folge)
- 2019: Weihnachten im Schnee (Fernsehfilm)
- 2020: Modell Olimpia (Kinofilm)
- 2022: The Kids Turned Out Fine (Kinofilm)
- 2022: Die Kanzlei: Fehlfarben (Fernsehserie, eine Folge)
- 2023: Harter Brocken: Der Goldrausch (Fernsehreihe)

## Hörspiele (Auswahl)
- 2006: Willis Hall: Die Zeit – Kinderedition: Und Dinosaurier gibt es doch (Henry Hollins) – Regie: Jürgen Dluzniewski (Hörspielbearbeitung, Kinderhörspiel – MDR)
- 2007: James Krüss: Ein Eisbär ist kein Pinguin. Schöne und manchmal auch wahre Geschichten (Hansel) – Regie: Robert Matejka (Hörspielbearbeitung, Kinderhörspiel – MDR)
- 2009: Michael Schulte: Mendelssohn-Almanach. 24 Szenen aus dem Leben des Felix Mendelssohn Bartholdy (7 Folgen) (Felix als Kind) – Regie: Nikolai von Koslowski (Original-Hörspiel – MDR)

Quelle: ARD-Hörspieldatenbank